# サバイバー (アメリカのテレビ番組)
『サバイバー』（SURVIVOR）は、アメリカCBSのテレビ放送で放送されているバラエティ番組である。
本項では『サバイバー』のアメリカ版の番組について説明している。
- 『サバイバー』そのものの概要およびルールについては「サバイバー (テレビ番組)」の項目を、
- 2002年から2003年にかけてTBSで放送された日本版『サバイバー』については「サバイバー (日本のテレビ番組)」の項目を参照のこと。

## 番組概要
マーク・バーネットによって制作されているサバイバー (テレビ番組)のアメリカ版である。司会者はジェフ・プロブスト。CBSにおいて火曜日に放送されており、各シリーズあたりの放送回数は13 - 15回。各シリーズは "season" と呼称され、それぞれ独自のタイトルが与えられている。第1シーズンが放送された2000年以降、年に2シーズンのペースで2023年現在まで放送が続いている。
特に2000年に放送された第1シーズン最初のシリーズは高視聴率を獲得。ABCの『フー・ウォンツ・トゥ・ビー・ア・ミリオネア』とともに、米国でのリアリティ番組の革命を引き起こした。これにより米国のテレビネットワークでは、連続ホームコメディーや従来のドラマシリーズが押しのけられ、より多くのリアリティ番組が生み出されることとなった。さらに2001年の第2シーズンは第1シーズンを上回る視聴者を引き寄せ、放送開始10年が経過した現在でも、ピーク時よりは衰えたといえ度重なるルールのアレンジなどにより根強い人気を誇っている。

### 日本での放送
吹き替え版（TBS・BS-i、2001～2003年）
第1シーズンが2001年1月22日から同年2月9日まで週四日の帯でTBS深夜枠（関東のみ）、CS放送TBSチャンネル、BS-i（現・BS-TBS）にて放送され、第2第3と続き、第4シーズンが2003年春に（日本版サバイバーの制作終了と共に）放送を終えた。なお、第1シーズンと第2シーズンはTBSよりビデオ発売された。
字幕版（FOXライフ、2010年）
吹き替え版放送の終了から約7年たった2010年1月17日より、FOXライフにて第12シーズンが「サバイバー パナマ編」として放送。
引き続き、同年5月16日より9月5日まで第13シーズンが「サバイバー13 クック諸島編」として放送された。
吹き替え版（Dlife、2012年～2013年）
2012年3月24日よりDlifeにて毎週土曜朝10時から第18シーズンが「サバイバー トカンティンス編」として放送。
引き続き、同年7月14日より第19シーズンが「サバイバー サモア編」として放送。10月4日より毎週木曜夕方6時の放送に変更。
さらに11月8日から2013年2月28日まで第20シーズンが「サバイバー オールスター編」として放送された。
2013年3月よりシーズン18の再放送がスタートしたが、4月8日より毎週月曜未明1時の放送に変更された。
吹き替え版（AbemaTV、2017年～）
2017年9月9日よりAbemaTVのREALITY SHOWチャンネルにて毎週土曜夜8時から「サバイバー シーズン18～トカンティス編～」として初回配信。
2話編成でネット配信では初の放送となる。
CBSが自社サイト上で公開している番組関連の動画は、一部日本国内では視聴できないものが含まれているが、動画共有サイトYouTubeで公開しているダイジェスト動画も存在しており、この動画は日本国内でも視聴可能。ちなみに英語である。

### ロケ地
| 地域         | ロケ地 （シーズンナンバー） |
| ------------ | --- |
| アフリカ     | ガボン（17）、ケニア（3） |
| アジア       | カンボジア (31、32)、中国（15）、マレーシア（1）、フィリピン（25、26、27、28）、タイ（5） |
| 北米（中米） | グアテマラ（11）、ニカラグア（21、22、29、30）、パナマ（7、8、12） |
| オセアニア   | オーストラリア（2）、クック諸島（13）、フィジー（14、33、34、35、36、37、38、39、40、41、42、43、44、45）、フランス領ポリネシア（4）、パラオ（10、16）、サモア（19、20、23、24）、バヌアツ（9） |
| 南米         | ブラジル（6、18） |

## 各シーズンの概要

### 1st season（Survivor: Borneo）
ロケ地：マレーシア・サバ州プラウティガ国立公園

特徴：最終投票の結果が現地で発表。（次回以降はアメリカ本土で、生放送で公開開票されるのが通例になる。）

合流後：■ラターナチーム（緑）
※■■の色は、左からチームを移った順に記載。
参加者：

パゴン・チーム（黄色）
■B.B.（64）元建築エンジニア　第15位
■ジョエル（28）スポーツジムコンサルタント　第11位
■ラモーナ（29）化学者　第13位
■■ジャーバス（30）バスケットボールコーチ　第7位
■■グレッグ（24）フリーター　第9位
■■グレッチェン（28）幼稚園教諭　第10位
■■コリーン（23）大学生（のちにコリーン・ハスケル名義で女優に）　第6位
■■ジェナ（22）大学生　第8位
タギ・チーム（オレンジ）
■ダーク（23）酪農業　第12位
■ステイシー（27）弁護士　第14位
■ソニア（63）元歌手　第16位
■■リチャード（38）企業コンサルタント　優勝
■■ルーディー（72）元海軍士官　第3位
■■ショーン（30）神経科医　第5位
■■ケリー（23）リバーガイド　準優勝
■■スーザン（38）トラック運転手　第4位
- 100万ドル獲得　■■リチャード

### 2nd season（Survivor: The Australian Outback）
ロケ地：オーストラリア・クイーンズランド州プリンセスヒルズ国立公園

特徴：39日間から42日間に延長（次シーズン以降は再び39日間に戻されている）。

合流後：■バラマンディチーム
参加者：

オガコー・チーム（緑）
■■キース（40）オーナーシェフ　第3位
■ケル（32）陸軍情報将校　第15位
■■コルビー（26）自動車整備士　準優勝
■ミッチェル（23）歌手　第13位
■マラリン（51）元警視　第14位
■■ティナ（40）看護師　優勝
■■ジェリー（30）女優　第8位
■■アンバー（22）管理事務員　第6位
クーチャ・チーム（青）
■マイケル（38）ソフトウェア会社経営　第11位（ドクターストップ）
■■ジェフ（34）インターネット事業開発　第10位
■■ロジャー（53）農業/高校教師　第5位
■■ニック（23）ハーバード大学生　第7位
■■エリザベス（23）靴デザイナー　第4位
■デブ（45）刑務所看守　第16位
■キミー（28）バーテンダー/CM製作アシスタント　第12位
■■アリーシャ（32）パーソナルトレーナー　第9位
- 100万ドル獲得　■■ティナ

### 3rd season（Survivor: Africa）
ロケ地：ケニア・シャバ自然保護区

特徴：チームのメンバーを入れ替えるスイッチ制度を初実施。

合流後：■モトマジチーム（緑）
参加者：

サンブール・チーム（赤）
■カール（46）歯科医師　第14位
■■■フランク（43）電気工事技師（→ボラン）　第7位
■■■ブランドン（25）バーテンダー　第8位
■■サイラス（23）バーテンダー（→ボラン）　第12位
■■リンジー（27）広告代理店重役　第11位
■■■キム P.（29）フリーランスマーケター　第6位
■■■テレサ（42）客室乗務員（→ボラン）　第5位
■リンダ（43）大学就職指導カウンセラー　第13位
ボラン・チーム（黄色）
■■■トム（46）畜産業（→サンブール）　第4位
■■■イーサン（28）サッカー選手　優勝
■■■レックス（38）マーケティングマネージャー（→サンブール）　第3位
■■■クラレンス（24）高校バスケコーチ　第10位
■■■キム J.（57）元小学校教師　準優勝
■■■ケリー（22）リサーチアナリスト（→サンブール）　第9位
■ジェシー（27）保安官代理　第15位
■ダイアン（42）郵便配達員　第16位
- 100万ドル獲得　■■■イーサン

### 4th season（Survivor: Marquesas）
ロケ地：フランス領ポリネシア・マルキーズ諸島ヌク・ヒヴァ島

特徴：食料の配給なし。食料は自力で調達するか、物資調達チャレンジで勝利しなければ得られない。今シリーズから個人戦での追放免除チャレンジの勝者が追放免除権を他人に譲ることができるようになった。投票が同数になった場合のタイブレークの方法が現在のルールに変更となり、累積票でのタイブレークは廃止された。

内容：序盤、一方的にマラアムチームから追放者が出たため、マラアムのオリジナルメンバーが合流前に全員追放される。しかし合流後は旧ロートゥのメンバーから追放されていった。

合流後：■ソリアントゥチーム（マゼンタ）

参加者：

ロートゥ・チーム（青）
■■■パスカル（57）判事（→マラアム）　第4位
■■■ロバート（38）リムジンドライバー　第6位
■■■ジョン（36）看護師　第9位
■■ガブリエル（23）バーテンダー　第12位
■■■キャシー（47）不動産営業（→マラアム）　第3位
■■■タミー（29）犯罪ルポライター　第7位
■■■ゾーイ（36）漁船船長　第8位
■■■ネリア（21）大学生（→マラアム）　準優勝
マラアム・チーム（黄色）
■ピーター（45）ボウリング場経営　第16位
■ハンター（33）航空パイロット　第14位
■■■ショーン（30）中学校教師（→ロートゥ）　第5位
■■■ロブ（26）建設現場監督（→ロートゥ）　第10位
■パトリシア（49）トラック組立工　第15位
■■■ベセピア（36）事務員（→ロートゥ）　優勝
■■ジーナ（28）ネイチャーガイド　第11位
■■サラ（24）アカウントマネージャー　第13位
- 100万ドル獲得　■■■ベセピア

チーム戦
マラアムが追放免除チャレンジ3連敗で男性最年長ピーター、女性最年長パトリシア、リーダーのハンターを追放。シャッフルでロートゥにシェーン、ロブ、ベセピア
が入り、マラアムにパスカル、キャシー、ネリアが入った。しかしその後のチャレンジでもマラアムが負けてこれまで足を引っ張ってきたサラが追放。次のチャレンジでロートゥは初敗北し、ガブリエルが満票で追放。しかしマラアムの連勝は続かず、マラアム最後のオリジナルメンバーのジーナが追放された。
個人戦
旧ロートゥ7人、旧マラアム3人で合流。しかし旧ロートゥ内で内部分裂が起こり、ロブ、ジョンが追放されて、旧ロートゥは互いの足の引っ張りあいになった。続けてゾーイ、チャレンジで勝ってきたタミー、ロバートが追放されてロートゥのオリジナルメンバーが全員追放。続けてショーンが追放された。次のチャレンジでロートゥ最後の1人ベセピアが勝利し、キャシーとネリアが同数で並ぶ。しかしくじ引きでこれまで無累積のパスカルが追放され男性が全員追放される。最後のチャレンジではネリアが勝利し、これまで同じチームだったキャシーを追放。
最終投票
共に移籍した女性2人の対決。ベセピア4票、ネリア3票でベセピアが優勝した。

### 5th season（Survivor: Thailand）
ロケ地：タイ・サトゥーン県 タルタオ島海洋公園

特徴：それまで番組側によってあらかじめ決められていたチームのメンバーが、初めてメンバー自身の手で、現地上陸後に決められた（男性最年長、女性最年長の計2名がそれぞれのリーダーとなって、1人ずつメンバーを取り合っていく方式）。自分の意思で相手チームに乗り換えることができる「反乱」が初登場。残り10人のときに1つの生活地に集められたが、2チームの生活地のみが合流され、チーム戦はそのまま続行される偽合流であった。残り8人になってから正式に合流し個人戦に入った。（残り10人時点で合流、個人戦に入るのが通例）。

合流後：■チュイジャイチーム（黄色）

参加者：

スクジャイ・チーム（紫）
■■ジェイク（61）不動産ブローカー　第6位
■■ケン（30）警察官　第8位
■ジェド（25）歯科大学生　第14位
■ロブ（23）バーテンダー　第11位
■シーアン（28）派遣コーディネーター　第10位
■ステファニー（27）消防士　第12位
■■ペニー（27）製薬営業　第7位
■エリン（26）不動産会社事務　第9位
チュイガン・チーム（赤）
■■クレイ（46）レストランオーナー　準優勝
■ジョン（40）牧師　第16位
■■テッド（38）ソフトウェア開発　第5位
■■ブライアン（34）中古自動車販売　優勝
■■ジャン（53）小学校教師　第3位
■■ヘレン（47）海軍水泳インストラクター　第4位
■ガンディア（33）弁護士秘書　第13位
■ターニャ（27）ソーシャルワーカー　第15位
- 100万ドル獲得　■■ブライアン

### 6th season（Survivor: The Amazon）
ロケ地：ブラジル・アマゾナス州 マナウス西方のネグロ川河岸

特徴：男女別のチーム編成。

合流後：■ジャカーレチーム（赤）
参加者：

ジャブール・チーム（黄色、女性チーム）
■ジャネット（47）主婦　第15位
■■■ハイジ（24）体育教師（→タンバキ）　第5位
■■ショウナ（23）洋服販売員　第11位
■■■ジェナ（21）大学生/水着モデル　優勝
■■ジーン（40）マーケティング管理（→タンバキ）　第12位
■ジョアンナ（31）学校カウンセラー　第13位
■■■ディーナ（35）検事代理　第8位
■■■クリスティ（24）冒険ツアーガイド（→タンバキ）　第6位
タンバキ・チーム（青、男性チーム）
■■■デイブ（24）ロケット研究員　第9位
■■■アレックス（32）トライアスロンコーチ（→ジャブール）　第7位
■■■ブッチ（53）中学校校長　第4位
■■■ロジャー（57）建設会社副社長　第10位
■ダニエル（27）税理士　第14位
■■■ロブ（24）コンピューターコーディネーター（→ジャブール）　第3位
■ライアン（23）モデル　第16位
■■■マシュー（33）レストランデザイナー（→ジャブール）　準優勝
- 100万ドル獲得　■■■ジェナ

### 7th season（Survivor: Pearl Islands，Panama）
ロケ地：パナマ・ペラルス諸島(英語名：パール諸島)

特徴：敗者復活戦が行われ、追放された人物が再びチームに加わった（※印）。

合流後：■バルボアチーム（黒）
参加者：

ドレーク・チーム（「フランシス・ドレーク」、青）
■■ルパート（38）保護司　第8位
■※■バートン（31）マーケティング管理　第13位→（敗者復活）第5位
■■ジョン（29）絵画コンサルタント　第3位
■ショーン（28）広告会社営業　第10位（敗者復活前）
■トリッシュ（42）会社役員　第11位
■■サンドラ（29）会社員　優勝
■■クリスタ（24）プログラマー　第6位
■ミッシェル（22）大学生　第12位
モーガン・チーム（「ヘンリー・モーガン」、橙）
■■アンドリュー（40）弁護士　第10位（敗者復活後）
■オステン（27）株式トレーダー　第9位（敗者復活前、リタイア）
■■ライアン O.（31）電気工事技師　第9位（敗者復活後）
■ライアン S.（23）雑貨店店員　第15位
■※■リリアン（51）ボーイスカウト隊長　第14位→（敗者復活）準優勝
■■ダラ（22）葬祭業　第4位
■■ティワナ（27）製薬営業　第7位
■ニコル（24）マッサージ師　第16位
- 100万ドル獲得　■■サンドラ

### 8th season（Survivor: All Stars）
ロケ地：パナマ・ペラルス諸島（7thと同じ場所）

特徴：1st～7thの各シーズンで人気の高かったメンバーによる「オールスター戦」。3チーム18人で開始、途中で4人になったサボガチームが解体されて2人チャペーラとモゴモゴに合流、そして1チームへ合流された。合流前の3チームすべてを経験している出場者もいる。

内容：歴代のファイナリストが多く集まったため、まれに見る激しいバトルとなった。最初のチャレンジで負けたサボガチームから最初の追放者が出たが、それは2ndシリーズで100万ドルを獲得したティナという、波乱含みの展開でもあり、100万ドルを得たファイナリストでさえ、勝ち残れるかどうかもわからないという厳しさを見せ付けた結果となった。

また、途中でリタイヤする参加者が出て、一同が凍りつく場面もあった。それは、最初のシリーズで「ヘビとネズミ」の発言で全世界の人々に驚きを与えたスーザンである。協議に集まったとき、皆の目の前で激怒し、そして進行役のジェフにも怒鳴りつけ、「これ以上続けることは出来ない」と申し出、そのまま島を去っていってしまうという、アメリカサバイバー史上、前例のない競技のキャンセルをしたのである(以前にこの場面は、CBSのサイトで見られたが、現在は閲覧不可)。

合流後：■チャボガモゴ・チーム（青）
参加者：

サボガ・チーム（黄色）
■■■■ルパート（40）保護司：7th（→チャペーラ→モゴモゴ）　第4位
■■イーサン（30）プロサッカー選手：3rd（→モゴモゴ）　第11位
■ティナ（42）講演家：2nd　第18位
■■■ジェリー（33）女優：2nd（→モゴモゴ→チャペーラ）　第10位
■■■■ジェナ L.（26）女優：1st（→チャペーラ→モゴモゴ）　第3位
■ルーディー（75）退役軍人：1st　第17位
チャペーラ・チーム（赤）
■■■■トム（48）畜産業：3rd（→チャペーラ→モゴモゴ）　第5位
■■■■ロブ M.（28）建設現場監督：4th（→モゴモゴ）　準優勝
■ロブ C.（25）フリーター：6th　第15位
■■スーザン（42）レポーター：1st　第13位（リタイア）
■■■■アリーシャ（35）パーソナルトレーナー：2nd（→モゴモゴ）　第7位
■■■■アンバー（25）講演家：2nd　優勝
モゴモゴ・チーム（緑）
■■リチャード（42）企業コンサルタント：1st　第14位
■■■■レックス（40）フリーライター：3rd（→チャペーラ）　第9位
■■コルビー（29）俳優：2nd　第12位
■■■■キャシー（50）不動産営業：4th（→チャペーラ）　第8位
■■■■シーアン（30）派遣コーディネーター：5th（→チャペーラ）　第6位
■ジェナ M.（22）水着モデル/大学生：6th　第16位（リタイア）
- 100万ドル獲得　■■■■アンバー

### 9th season（Survivor: Vanuatu - Islands Of Fire）
ロケ地：バヌアツ・エファテ島

特徴：男女別の2チーム、計18名での戦い。

内容：残り7人時点で男性がたった1人だったものの追放免除権連続獲得で見事サバイバーの座を得た。

合流後：■アリンタチーム（橙色）
参加者：

ヤッサー・チーム（黄色、女性チーム）
■■■スカウト（59）酪農家/企画者　第3位
■■リサ（44）不動産業　第12位
■■■トワイラ（41）道路修理工（→ロペーヴィ）　準優勝
■■■リアン（35）リサーチアシスタント　第7位
■■■エイミー（31）バリスタ/モデル　第6位
■ミーア（30）金融アドバイザー　第15位
■ドリー（25）羊飼い　第17位
■■■ジュリー（23）保護司（→ロペーヴィ）　第5位
■■■イライザ（21）大学生　第4位
ロペーヴィ・チーム（赤、男性チーム）
■■■リー（40）軍隊教官　第9位
■■■ローリー（35）住宅保険会社勤務（→ヤッサー）　第10位
■■■チャド（35）外国語教師　第8位
■■■クリス（33）高速道路敷設作業員　優勝
■ブレディ（33）FBI捜査官　第14位
■■トラヴィス（33）ウォルマート損害防止担当（→ヤッサー）　第13位
■ジョン P.（31）販売部長　第16位
■ブルック（27）企画部長　第18位
■■ジョン K.（22）機械操作係/モデル　第11位
- 100万ドル獲得　■■■クリス

### 10th season（Survivor: Palau）
ロケ地：パラオ・ウルクタベル島周辺

特徴：初日に20名による個人戦の追放免除チャレンジを実施。男性・女性の中からそれぞれ1人ずつ勝者を決め、勝者2名がそれぞれチームの代表となってメンバーを指名する権利が与えられた。翌日、20名を2チーム9人ずつにチーム分けし、その時点でチームに選ばれなかった男女各1名が脱落。そして2名が去った後、ようやくサバイバーの証であるバンダナが支給された。

内容：ウーロン・チームが追放免除チャレンジに負け続けて7人が追放、ウーロン残り2名・コロール残り8名で行われた追放免除チャレンジでもウーロンが敗北。審議会の代わりに2人のみの個人戦チャレンジを行い、負けたボビージョンが追放、勝ったステファニーが1人でコロールチームに合流。合流後のチーム名は引き続き「コロール・チーム」となった。
参加者：

チーム分けの前に脱落した2名
- ジョナサン（23）販売・マーケティング
- ワンダ（55）英語教師

ウーロン・チーム（青）
■ジェームス（33）鉄工職人　第12位
■ボビージョン（27）ウェイター　第10位
■イブレヘム（27）ウェイター　第11位
■ジェフ（21）パーソナルトレーナー　第16位
■ジョランダ（39）弁護士　第18位
■■ステファニー（25）製薬営業　第7位
■キム（25）大学院生　第15位
■アンジー（24）バーテンダー　第13位
■アシュリー（22） 大学生　第17位
コロール・チーム（茶色）
■ウィラード（57）弁護士　第14位
■■トム（41）消防士　優勝
■■コビー（32）ヘアスタイリスト　第9位
■■グレッグ（28）経営コンサルタント　第6位
■■イアン（23）イルカ調教師　第3位
■■キャリン（46）市民派弁護士　第5位
■■ジャンヌ（39）ショーガール　第8位 （リタイア）
■■ジェニファー（32）乳母　第4位
■■ケイティ（29）広告会社重役　準優勝
- 100万ドル獲得　■■トム

### 11th season（Survivor: Guatemala - The Mayan Empire）
ロケ地：グアテマラ・ヤッシャー国立公園

特徴：前シーズンの旧ウーロン・チーム最後の2名であるボビージョンとステファニーが参加、2チーム18名での戦いに。隠し追放免除の証（Hidden Individual Immunity Idol）が初導入。

合流後：■シャクームチーム（赤）
参加者：

ヤッシャー・チーム（青）
■■■ゲイリー（46）元アメフト選手　第7位
■■■ジェイミー（24）水上スキーインストラクター（→ナクーム）　第8位
■■ブライアン（22）大学生　第12位
■■■レイフ（22）環境保護地域ガイド（→ナクーム）　第3位
■■■リディア（42）魚屋（→ナクーム）　第4位
■■エイミー（39）警察官　第11位
■■■ステファニー（25）製薬営業※再度出場（→ナクーム）　準優勝
■ブリアナ（22）販売員/メイクアップアーティスト　第16位
■モーガン（21）手品師アシスタント/ウェイトレス　第17位
ナクーム・チーム（黄色）
■ジム（63）元消防士　第18位
■■■ジャド（34）ホテルドアマン　第6位
■■■ボビージョン（28）ウェイター※再度出場（→ヤッシャー）　第9位
■■ブレーク（24）商業不動産仲売人/モデル（→ヤッシャー）　第14位
■■■ブランドン（22）酪農家（→ヤッシャー）　第10位
■■マーガレット（43）看護師　第13位
■■■シンディ（31）動物園飼育係　第5位
■■■ダニー（30）ラジオスポーツキャスター（→ヤッシャー）　優勝
■■ブルック（26）法学部大学生　第15位
- 100万ドル獲得　■■■ダニー

### 12th season（Survivor: Panama - Exile Island）
ロケ地：パナマ・ペラルス諸島

特徴：年代・男女別の4チーム4名ずつ16名で開始。カサヤチームのティナが追放されて15名になった時点で、カサヤ、ラミーナの2チームに15名を振り分け。エグザイル・アイランドのルールを初導入。

合流後：■ヒターノス・チーム（黒）
参加者：

ラミーナ・チーム（橙、年長男性）
■■■ブルース（58）空手家（→カサヤ）　第7位(ドクターストップ)
■■ダン（52）元宇宙飛行士　第11位
■■■テリー（46）パイロット　第3位
■■■シェーン（35）エンターテイメント企画会社社長（→カサヤ）　第5位
ビヨネッタ・チーム（水色、年少女性）
■■■コートニー（31）パフォーマー（→カサヤ）　第6位
■■■サリー（27）ウェイトレス/バーテンダー（→ラミーナ）　第8位
■■■ダニエル（24）製薬営業（→カサヤ）　準優勝
■■ミスティー（24）エンジニア（→ラミーナ）　第14位
ヴィヴェロ・チーム（緑、年少男性）
■■ボビー（32）弁護士（→カサヤ）　第12位
■■■ニック（25）金融商品セールス（→ラミーナ）　第10位
■■■アラス（24）ヨガインストラクター（→カサヤ）　優勝
■■■オースティン（24）小説家（→ラミーナ）　第9位
カサヤ・チーム（紫、年長女性）
■■ルース＝マリー（48）店舗賃貸業重役（→ラミーナ）　第13位
■ティナ（45）伐採スポーツプロモーター　第16位 ※カサヤチームから最初に追放
■■■シリー（35）看護師　第4位
■■メリンダ（32）歌手　第15位
- 100万ドル獲得　■■■アラス

チーム戦
最初は年少男性（アラス、オースティン、ニック、ボビー）、年少女性（コートニー、サリー、ダニエル、ミスティー）、年長男性（シェーン、ダン、テリー、ブルース）、年長女性（シリー、ティナ、メリンダ、ルースマリー）の4チーム4人で開始。最初の追放免除チャレンジに敗れた年長女性チームはリーダー格だったティナが追放。
その後ラミーナとカサヤの2チームに編成されて、ラミーナにオースティン、ニック、ダン、テリー、サリー、ミスティー、ルースマリーが、カサヤにアラス、ボビー、シェーン、コートニー、ダニエル、シリー、メリンダが入り、ブルースは流刑島行きで次の追放者が決まったときに入ることになった。
カサヤがチャレンジで負けて、当初シェーンが自分を追放してほしいと懇願したが、体力的に不安だったメリンダが追放。ブルースがカサヤに加入した。ラミーナはリーダーのテリーが流刑されたことでチームの結束が崩れて追放免除チャレンジ2連敗でミスティー、女性最年長ルースマリーが追放。次のチャレンジでカサヤが負けて自分勝手な行動をとったボビーが追放。最後の物資調達兼追放免除チャレンジではラミーナが負けてサリーが流刑島に送られ追放免除になる。苦渋の決断の末、ダンがチーム戦最後の追放者になった。
個人戦
旧ラミーナのリーダー・テリーが追放免除チャレンジで3連勝。しかし旧ラミーナのニック、オースティン、サリーと3人連続で追放。続いて旧カサヤの男性最年長ブルースが過度の腹痛によりドクターストップ。テリーはその後またもや追放免除チャレンジ2連勝をする。他のメンバーがトップ2に残したいと考えるコートニーがシリーの策略で追放、続いて開始当初はやる気を見せなかったシェーンがアラス、シリーの策略により追放された。次のチャレンジでアラスが初勝利。テリーが追放免除の像を持っていたのでシリーとダニエルに同数入る。火起こし対決でシリーが負けて追放。最後のチャレンジではダニエルが勝利。当初は一緒にファイナルへ行こうと約束したテリーを追放、旧ラミーナは決勝前に全員追放されてしまった。
最終投票
旧カサヤ出身の男性最年少アラスと女性最年少ダニエルの対決。アラス5票（オースティン、サリー、コートニー、シリー、テリー）、ダニエル2票（ブルース、シェーン）でアラスの優勝。

### 13th season（Survivor: Cook Islands）
ロケ地：ニュージーランド領クック諸島・アイトゥタキ環礁

特徴：人種別による4チーム20名での開始。第3話でメンバー全員をアイトゥタキ・ラロトンガの2チームへ再振り分け。さらに第9話にて2チーム間でスイッチ。残り9人で合流、さらにそれまで2名で行われていた最終投票に3名が進出（3名での最終投票は15th seasonまで続く）。それに伴い陪審員は9人に増員。

合流後：■アイトゥトンガ・チーム（黒）
参加者：

マニヒキ・チーム（黄、アフリカ系チーム）
■セクー（46）ジャズミュージシャン　第20位
■■■■ネイト（26）販売員（→ラロトンガ→ラロトンガ）第9位
■■■レベッカ（34）メイクアップアーティスト（→ラロトンガ→ラロトンガ）　第11位
■■ステファニー（25）看護学生（→ラロトンガ）　第16位
■■■■サンドラ（31）女優（→アイトゥタキ→アイトゥタキ）　第4位
アイトゥタキ・チーム（赤、ヒスパニックチーム）
■ビリー（36）ヘヴィメタルギタリスト　第19位
■■JP（30）バレーボール選手（→ラロトンガ）　第17位
■■■■オジー（25）ウェイター（→アイトゥタキ→アイトゥタキ）　準優勝
■■セシリア（29）技術コンサルタント（→アイトゥタキ）　第18位
■■クリスティーナ（35）警察官（→ラロトンガ）　第14位
プカプカ・チーム（緑、アジア系チーム）
■■カオボイ（42）ネイルサロンオーナー（→アイトゥタキ）　第15位
■■■ブラッド（27）ファッションディレクター（→ラロトンガ→ラロトンガ）　第12位
■■■■ユル（31）経営コンサルタント（→アイトゥタキ→アイトゥタキ）　優勝
■■■■ベッキー（28）弁護士（→アイトゥタキ→アイトゥタキ）　準々優勝
■■■ジェニー（36）不動産会社勤務（→ラロトンガ→ラロトンガ）　第10位
ラロトンガ・チーム（青、白人チーム）
■■■■アダム（28）コピー機販売（→ラロトンガ→ラロトンガ）　第5位
■■■■ジョナサン（44）作家（→アイトゥタキ→ラロトンガ）　第7位
■■ジェシカ（27）パフォーマー（→アイトゥタキ）　第13位
■■■■キャンディス（23）医大入学予定（→アイトゥタキ→ラロトンガ）　第8位
■■■■パーバティ（24）ボクサー/ウェイトレス（→ラロトンガ→ラロトンガ）　第6位
- 100万ドル獲得　■■■■ユル

チーム戦
最初は黒人系（マニヒキ）、ヒスパニック系（アイトゥタキ）、アジア系（プカプカ）、白人系（ラロトンガ）の各4チーム5人でスタート。最初の追放免除チャレンジで敗れたマニヒキはリーダーシップを取っていたが女性陣によって投票された最年長のセクーを追放。次のチャレンジではアイトゥタキはわざと負けて、マイペースな行動をしていたビリーを追放。その際、ユルが流刑されて追放免除の像を発見。その後2チームに編成されて、アイトゥタキにはオジー、カオボイ、ユル、ジョナサン、サンドラ、セシリア、ベッキー、キャンディス、ジェシカが、ラロトンガにはネイト、JP、ブラッド、アダム、ステファニー、レベッカ、クリスティーナ、ジェニー、パーバティが組まれた。
新チーム編成後のチャレンジではアイトゥタキが敗北、ユル、ジョナサンの策略でセシリアが追放。キャンディスは流刑されて追放を免れる。しかしラロトンガはチームの雰囲気の悪くチームワークが取れていないこともありチャレンジ2連敗で、チャレンジには強かったが女性陣に威嚇して反発を買っていたJP、チャレンジで足を引っ張る上、失言を言ってしまったステファニーが追放。次では両チームとも審議会参加となり、チャレンジで先に勝ったアイトゥタキでは戦略が他メンバーの反発を買ったカオボイ、負けたラロトンガではチームの雰囲気を乱したクリスティーナが追放。ネイトは拉致されて、物資調達チャレンジまでアイトゥタキに拘束された。次のチャレンジでラロトンガは久しぶりの勝利で、アイトゥタキではチーム内で疑心暗鬼になっていたジェシカを追放。
物資調達チャレンジではチーム乗り換えという反乱の機会を設けて、アイトゥタキのキャンディスとジョナサンがラロトンガへ移動でアイトゥタキは4人、ラロトンガは8人になる。しかしそれがアイトゥタキ4人（オジー、ユル、サンドラ、ベッキー）の結束を強める結果となり、ラロトンガは2連敗で、チーム内で不信感を持っていたブラッドが追放されて初の陪審員に、そしてチャレンジや生活であまり結果を残していないレベッカが追放、更に敗北後に渡された謎の瓶の指令によりもう1人追放者を出すことになり、アダムたち白人同盟の策略により、ジェニーが追放された。
個人戦
アイトゥタキ4人、ラロトンガ5人で合流。オジーがチャレンジで連勝を重ねる。ユルがジョナサンに仕組んだことでラロトンガのネイトが追放。それによりジョナサンとアダム、キャンディス、パーバティは対立してラロトンガは内部分裂。続いて4度流刑されたキャンディスが追放。その次に旧アイトゥタキからも見放されたジョナサンも追放。その後もラロトンガからチャレンジで活躍したパーバティ、アダムが追放されてラロトンガは全員追放される。最後もオジーが追放免除を勝ち取り、サンドラとベッキーに2票ずつ入る。火起こし対決でお粗末な展開ながらもベッキーが勝利し、サンドラが最後の追放者および陪審員になった。
最終投票
ユル、オジー、ベッキーの3人が決勝に進む。ベッキーは2人より優れている点をアピールできず、陪審員の票を獲得できなかった。オジーがチャレンジでの身体能力およびサバイバル能力、ユルが巧みな戦略をアピール。その結果、ユル5票、オジー4票でユルが最強のサバイバーの座を獲得できた。

### 14th Season（Survivor: Fiji）
ロケ地：フィジー・バヌアレブ島

特徴：
- 撮影開始前に参加者の1人にドクターストップがかかり、補欠の補充が間に合わないタイミングであったため19人という奇数でのスタートとなった。
- ゲーム開始から最初の追放免除チャレンジまで参加者全員が1つのキャンプで生活。最初の追放免除チャレンジの前にチーム分けが行われ、勝利チームはそれまで過ごしていた生活地で、食器、簡易シャワー、簡易トイレ、寝具といった便利品が与えられた恵まれた環境で生活、敗北チームは鉈、ポットのみが与えられた過酷な環境の生活地に移動させられることとなった。
- 隠し追放免除の証のルールが変更され、追放審議会で証を使用できるタイミングが変更。初めて複数の隠し追放免除の証が用意されたシーズンとなった。

内容：
チーム戦では恵まれた環境を手に入れたモトチームが過酷な環境のラブーチームを一方的に叩き潰す展開となってしまった。ラブーチームがチャレンジでほとんど敗北しており、追放免除を獲得できたのもモトチームが生活地を交換するか、追放免除を譲渡するかの2択の指令を与えられ、追放免除を譲った1回のみという有様だった。

合流後：■「ブラブラ」Bula Bula Tribe（紫）
参加者：
■「モト」Moto Tribe（黄緑）
　 ■ギャリー（55）スクールバス運転手　第16位（怪我によりリタイア）
　 ■■■ブー（34）建設作業員（→モト）　第5位
　 ■■■エドガルド（28）広告会社役員（→ラヴー）　第9位
　 ■■■ドリームズ（25）チアリーディングコーチ（→ラヴー）　準優勝
　 ■■■アレックス（24）弁護士（→ラヴー）　第7位
　 ■■■カッサンドラ（42）大学管理者（→モト）　準優勝
　 ■■リシー（36）顧客サービス担当者（→ラヴー）　第11位
　 ■■■ステイシー（27）ウェブ制作者（→モト）　第6位
　 ■リリアナ（25）金融企業役員　第15位
■「ラヴー」Ravu Tribe（橙）
　 ■■■ヤウマン（54）コンピューター技師（→モト）　第4位
　 ■■■アール（35）広告会社役員（→モト）　優勝
　 ■■アンソニー（32）証人ロケータ（→ラヴー）　第13位
　 ■■ロッキー（28）バーテンダー（→ラヴー）　第12位
　 ■■■ムッキー（25）経営コンサルタント（→ラヴー）　第8位
　 ■シルヴィア（52）設計者　第17位
　 ■リタ（38）シングルマザー　第14位
　 ■ジェシカ（27）ファッションスタイリスト　第19位
　 ■エリカ（26）非営利財団基金調達者　第18位
　 ■■■ミシェル（23）学生（→モト）　第10位
- 100万ドル獲得　■■■アール

### 15th season（Survivor: China）
ロケ地:中華人民共和国・江西省南昌付近

特徴：物資調達チャレンジの勝利チームは敗北チームから1人次の追放免除チャレンジまで拉致できる。拉致されたメンバーは、自分のチームに戻る前に隠し追放免除の証のヒントが入った入れ物を中身を開封していない状態で相手チームの1人に渡さなければならない。

合流後：■Hae Da Fung Tribe（黒大風、黒）
参加者：

■「フェイロン」 Fei Long Tribe（飛龍、赤）
　 ■■■ジェーンロバート（36）プロポーカープレイヤー（→フェイロン）　第9位
　 ■■アーロン（32）サーフィン指導員（→ジャンフー）　第12位
　 ■■■ジェームス（30）墓掘り（→ジャンフー）　第7位
　 ■■■トッド（22）客室乗務員（→フェイロン）　優勝
　 ■■■デニス（40）給食調理師（→フェイロン）　第4位
　 ■レズリー（38）キリスト教ラジオ司会　第14位
　 ■■■コートニー（26）ウェイトレス（→フェイロン）　準優勝
　 ■■■アマンダ（22）ハイキングガイド（→フェイロン）　準々優勝
■「ジャンフー」 Zhan Hu Tribe（戦虎、黄）
　 ■チキン（47）養鶏家　第16位
　 ■デイブ（37）元モデル　第13位
　 ■■■エリック（26）ミュージシャン（→ジャンフー）　第6位
　 ■■■フロスティ（20）学生/アスリート（→フェイロン）　第8位
　 ■■■ピージー（29）宝石商（→ジャンフー）　第5位
　 ■アシュリー（28）プロレスラー　第15位
　 ■■シェリア（25）小学校教師（→フェイロン）　第11位
　 ■■■ジェイミー（21）ハイキングガイド（→ジャンフー）　第10位
- 100万ドル獲得　■■■トッド

### 16th season（Survivor: Micronesia - Fans vs Favorites）
ロケ地:パラオ（10thと同じ場所）

特徴:過去に登場したsurvivorたち10人と熱狂的なFanたち10人の計20人で行われた。流刑島には両チームから1人ずつ送られる。

合流後：■Dabu Tribe（緑）
参加者：

■Airai Tribe（橙、Fans＝熱狂的ファンのチーム）
■Malakal Tribe（紫、Favorites＝過去シリーズの人気サバイバーたちのチーム）

### 17th season（Survivor: Gabon - Earth's Last Eden）
ロケ地:ガボン共和国・リーブルビル南郊、赤道付近

特徴：参加者自身でチーム分け（男性最年長と女性最年長が最初にメンバーを指名し、以下指名されたメンバーが新しいメンバーを選んでいく）。流刑島に送られたメンバーは果物などが置いてあるシェルターで快適に生活できる代わりに、隠し追放免除の証のヒントを諦めるか、隠し追放免除の証のヒントを手に入れる代わりに、シェルターの外で生活するかを選択できる。

合流後：■Nobag Tribe（青）
参加者：

■Fang Tribe（赤）
■Kota Tribe（黄）

### 18th season（Survivor: Tocantins - The Brazilian Highlands）
ロケ地:ブラジル・トカンティンス州東部・ジャラパン州立公園

合流後：■「フォルザ」Forza Tribe（緑）
参加者：

■「ジャラパオ」Jalapao Tribe（赤）
■■スティーブン（29）法人コンサルタント - 第2位
■■ジョー（26）不動産営業 - 第10位（ドクターストップ）
■■J.T.（24）酪農家 - 優勝
■スペンサー（19）学生 - 第12位
■サンディー（53）バス運転手 - 第13位
■■タージ（37）元ポップス歌手 - 第4位
■キャロリーナ（26）バーテンダー - 第16位
■シドニー（24）モデル - 第11位
■「ティンビラ」Timbira Tribe（黒）
■ジェリー（49）陸軍曹長 - 第14位
■■コーチ（37）サッカーコーチ - 第5位
■■ブレンダン（30）実業家 - 第9位
■■タイソン（29）プロ自転車選手 - 第8位
■■デビー（46）中学校校長 - 第6位
■キャンディス（31）弁護士 - 第15位
■■エリン（26）美容師 - 第3位
■■シエラ（23）モデル - 第7位
チーム戦
最初の出発時、第一印象による投票が行われ、ジャラパオのサンディ、ティンビラのシエラが選ばれる。2人は追放かと思いきや、先にヘリコプターで生活地に送られる特権を得る。最初の追放免除チャレンジではジャラパオが敗北、口うるさくチームのムードを壊してしまったキャロリーナが追放。その後は野外経験豊富なJ.T.を中心にチームを立て直して追放免除2連勝。主導権を握りたいコーチとブレンダンの対立で連携を欠いたティンビラが2連敗し、周囲と対立したキャンディス、体調不良だった男性最年長ジェリーが追放される。
今回導入された「流刑（実際は内陸で島ではないが「Exile Island」と称された）」は毎回必ず両チーム1人ずつが送られるルールで、ティンビラのブレンダンとジャラパオのタージが続けて流刑される。そこでのヒントから「個人追放免除の証」が両チームのキャンプに1つずつあると睨んだブレンダンは、タージと2人で証を独占し、ティンビラで弱い立場に追い込まれていたシエラらを取り込んで、合流後に4人同盟を結ぶ密約を交わす。タージは賛同し、スティーブンを誘って「証」を発見。またブレンダンもシエラとともに「証」を手に入れる。しかしその間ジャラパオは追放免除3連敗を喫し、まず女性最年長サンディ、男性最年少スペンサーが追放。さらにJ.T.がタージの持つ証を偶然発見したことをきっかけに、スティーブン・タージ組がJ.T.を引き入れ、ジョー・シドニー組と対立する格好となりシドニーが追放された。
個人戦
ジャラパオ4人、ティンビラ6人で合流。旧ティンビラはリーダー争いが尾を引き、コーチ・タイソン・デビーの主流派、タージとパイプを持つブレンダン・シエラ組、中立派のエリンに3分裂。エリンはジョーに近付き、コーチらはブレンダンを潰すためにJT・スティーブン・タージの旧ジャラパオ3人組に近付く。最初のチャレンジ後、脚を怪我したジョーがドクターストップ。合流後に様子見をしていたブレンダンも旧ジャラパオ3人に接近し、3人は自分たちがキャスティングボートを握っていることを確信。3人はまずコーチ派と組み、2つめの「証」を持つブレンダンを不意打ちで追放。続いてチャレンジで連勝していたタイソン、失言でメンバーの反発を買った女性最年少シエラ、策略性が危惧視されたデビーと、ティンビラの両派閥を1人ずつ交互に追放して形成を逆転。J.T.がチャレンジで連勝を重ね、12人目にコーチが追放される。残り4人、固い友情で結ばれたJ.T.とスティーブンは、「2人で最終決戦に行こう」との約束を果たすために、エリンと比べてチャレンジに強かったタージを裏切り追放。最後の追放免除チャレンジでは目論見通りエリンは敗れ、勝利したJ.T.はスティーブンとの約束を貫きエリンを追放。6人いたティンビラは最終投票前に全員が追放された。
最終投票
ジャラパオの盟友コンビ、J.T.とスティーブンの戦い。スティーブンは序盤からJ.T.・タージ組、ブレンダン派、コーチ派と3つもの同盟を掛け持ちしていた策士ぶりが陪審員に悪印象を与える。一方J.T.はチャレンジで強さを見せ、コーチ追放の際にあえてコーチに名前を書かず、最終決戦の相手にも盟友スティーブンを選ぶなど「忠実さ」を評価される。最終的にJ.T.は陪審員7人全員の票を獲得、最強のサバイバーの座についた。満票での優勝はアメリカ版では史上2人目で、なおかつ全ての追放審議会を通じて1票も投じられなかった「完全優勝」は史上初であった。

### 19th season（Survivor: Samoa）
ロケ地：サモア・ウポル島南部・ムリタプイリ岬周辺

特徴：チーム戦はガルーが圧倒的に強かったが個人戦になり追放され続けてファイナル前に元ガルーのメンバーが全員追放されてしまった。

合流後：■「アイガ」Aiga Tribe（青）
参加者：

■「ガルー」Galu Tribe（紫）
　　■■デイブ　フィットネスインストラクター　第8位
　　■ラッセルS　弁護士　第14位（ドクターストップ）
　　■■エリック　バーテンダー　第12位
　　■■ジョン　ロケット科学者　第9位
　　■■ブレット　Tシャツデザイナー　第4位
　　■■シャンボー　元海兵隊員　第6位
　　■■ローラ　オフィスマネージャー　第10位
　　■ヤズミン　ヘアスタイリスト　第16位
　　■■ケリー　ヘアスタイリスト　第11位
　　■■モニカ　法科学生　第7位
■「フォアフォア」Foa Foa Tribe（黄）
　　■マイク　プライベートシェフ　第19位（ドクターストップ）
　　■■ラッセルH　石油会社オーナー　準優勝
　　■■ミック　医者　準々優勝
　　■ベン　バー支配人　第17位
　　■■ジェイソン　法科学生　第5位
　　■ベッツィー　警官　第18位
　　■リズ　都市プランナー　第13位
　　■マリッサ　学生　第20位
　　■■ナタリー　医療品販売　優勝
　　■アシュリー　スパ用品事務員　第15位
チーム戦
最初の集合時、先にリーダーを決めて、ガルーがラッセルS、フォアフォアがミックに決まる。フォアフォアはラッセルHがメンバーの水筒の水を捨てたり、靴下を燃やすなどの策略で雰囲気を悪化、それが影響しチャレンジで連敗を重ねる。ラッセルと対立したマリッサが最初に追放。次のチャレンジで倒れた男性最年長のマイクがドクターストップ、対立した女性最年長ベッツィー、チーム内の自分勝手な行動で反発を買ったベンが続けて追放。次の追放免除チャレンジでフォアフォアはついに初勝利を得て、ガルーでチャレンジで活躍するものの全く働かなかったヤズミンが追放。しかしフォアフォアは連勝できず、チャレンジで足を引っ張っていた女性最年少アシュリーが追放。ガルーでシャンボーは孤立し、フォアフォアのキャンプにやってきた際に手を組もうと考えるようになった。チャレンジ途中でガルーのリーダーだったラッセルSが2人目のドクターストップ。リーダーがシャンボーに改めて決まるがチーム間はバラバラになる。それでもフォアフォアはチャレンジに負けて、ラッセルHの反発を買ったリズが追放された。
個人戦
ガルー8人、フォアフォア4人で合流。フォアフォアは4人で結託しようとする。ガルーはチームワークを保つことができず、ナタリーの女性陣に近づく策略でエリックを追放。ラッセルHが隠し追放免除の証を見つけて、自分への投票を無効化し、ケリーを追放。続いてチャレンジで2連勝しつつもシャンボーと対立していたローラがナタリーとの再投票の末、ジョンの裏切りで追放。その後も旧ガルーの追放者が止まらず、ジョン、デイブ、策略に失敗したモニカが追放。しかし男性最年少のブレットがチャレンジで3連勝し、旧フォアフォアの強いものを残すという策略でシャンボー、やる気を見せてないと見られたジェイソンが追放。最後のチャレンジでラッセルHが勝ち取り、ブレットを追放した。ガルーは圧倒的多数で合流したにもかかわらず決勝前に全員追放された。
最終投票
ミック、ラッセルH、ナタリーの旧フォアフォアメンバーでの対決、フォアフォアでリーダーシップを発揮できなかったミックは0票、策略で反発を買っていたラッセルHは2票、自分を弱いと認めつつも戦い抜いたナタリーが7票で、彼女が最強のサバイバーの座と100万ドルを獲得した。サバイバー人気投票でラッセルHがシャンボー、ブレットを抑えてトップになり、10万ドルを獲得できた。

### 20th season（Survivor: Heroes vs. Villains）
ロケ地：サモア・ウポル島（19シーズンと同じ）

特徴：過去19シーズンから選ばれたオールスターメンバーが、「Heroes（読み：ヒーロー＝英雄）」と「Villains（読み：ヴィラン＝悪役）」の2チームに分かれて参加する。ヒーローはチャレンジで活躍したメンバー、ヴィランは強烈な個性、策略で目立ったメンバーが多く組まれている。()内は過去参加したシーズン。

合流後：■Yin Yang Tribe（黒、「陰陽」）
参加者：

■「ヒーロー」Heroes Tribe（青、「英雄」チーム）
　　■■コルビー（2、8） - 第5位
　　■■ルパート（7、8） - 第6位
　　■トム（10） - 第16位
　　■ジェームス（15、16） - 第14位
　　■■JT（18） - 第10位
　　■ステファニー（10、11） - 第19位
　　■シリー（12、16） - 第17位
　　■■キャンディス（13） - 第8位
　　■■アマンダ（15、16） - 第9位
　　■シュガー（17） - 第20位
■「ヴィラン」Villains Tribe（赤、「悪役」チーム）
　　■ロブ（4、8） - 第13位
　　■ランディ（17） - 第18位
　　■コーチ（18） - 第12位
　　■タイソン（18） - 第15位
　　■■ラッセルH（19） - 準々優勝
　　■■ジェリー（2、8） - 第4位
　　■■サンドラ（7） - 優勝
　　■■ダニエル（12） - 第7位
　　■■パーバティ（13、16） - 準優勝
　　■コートニー（15） - 第11位
チーム戦
過去の出場者がヒーロー、ヴィランに分かれて対決。最初の物資調達チャレンジでヒーローは勝利するものの、追放免除チャレンジに2連敗でチーム内で弱いと思われていたシュガー、チャレンジで敗因となったステファニーが追放、次のチャレンジではヴィランが敗北で孤立していた最年長ランディが追放された。しかしながらヒーローはチャレンジで2連敗し、策略性が危機視されたシリー、人柄やチャレンジの強さを危機視されたトムが連続で追放。次は両チームとも追放審議会に行くことになり、ヴィランではラッセルの策略でタイソンが票を変えたことにより追放、ヒーローでは悪態をつき、けがをしたジェームズが追放された。ヒーローは結束するようになり、ヴィランは3連敗を喫する。これまでチャレンジでチームを引っ張ってきたロブが対立するラッセルの策略で追放、続いてサンドラの反発を買ったコーチ、一番チャレンジに弱かったコートニーが追放された。
個人戦
ヒーロー5人、ヴィラン5人で合流。ラッセルに追放免除の証を渡して味方につけようとしたがかえって裏目に出たJTが追放。ヴィランのメンバーがチャレンジで勝利することもあり、それ以降ヒーローから追放者が出るようになり、アマンダ、ヴィランへの裏切りが災いしたキャンディスが追放。ラッセルからパーバティとの絆を危機視されたダニエルが追放。しかしながらヒーローからの追放の流れは変わらず、チャレンジで健闘したルパート、成果が出なかったコルビーが追放されてヒーローは全員追放された。最後はラッセルが勝利し、これまで敵を作らずに活躍したジェリーを追放した。
最終投票
ラッセルはこれまでの悪辣な策略が災いし、陪審員から反発を買い1票ももらえなかった。パーバティはチャレンジや戦略で活躍したもののラッセルについてきたという印象もありヒーローからの票を得られず3票どまり、サンドラがチャレンジでは活躍できなかったものの策略や社交性を武器に戦い、ヒーロー全員、コートニーからの票を得て最強のサバイバーの座に再びついた。なお、サンドラは前回出場した7シーズンに引き続き個人戦での物資調達チャレンジ、追放免除チャレンジ共に未勝利での優勝を達成。

### 21st season（Survivor: Nicaragua）
ロケ地：ニカラグア・リバス県　サンファン・デル・スル近郊

特徴：20名の男女を30歳以下の年少チームと40歳以上の年長チームに分けて開始。

合流後：■Libertad Tribe（赤）
参加者：

■Espada Tribe（青、年長チーム）
■La Flor Tribe（黄、年少チーム）

### 22nd season（Survivor: Redemption Island）
ロケ地：ニカラグア・リバス県　サンファン・デル・スル近郊（21シーズンと同じ）

特徴：過去シリーズに出場したロブ、ラッセルが参加し、2チーム18名で開始。Redemption Islandのルールを導入

合流後：■Murlonio Tribe（黒）
参加者：

■Ometepe Tribe（橙）
■Zapatera Tribe（紫）

### 23rd season（Survivor: South Pacific）
ロケ地:サモア・ウポル島（19、20シーズンと同じ）

特徴：過去シリーズに出場したオジー、コーチが参加し、2チーム18名で開始。前シーズンに引き続き、Redemption Islandのルールを導入

合流後：■Te Tuna Tribe（黄）
参加者：

■Savaii Tribe（赤）
■Upolu Tribe（青）

### 24th season（Survivor: One World）
ロケ地:サモア・ウポル島（19、20、23シーズンと同じ）

特徴：男女別の2チーム18名で開始。2チームが同じキャンプで生活をする。

合流後：■Tikiano Tribe（黒）
参加者：

■Manono Tribe（橙、男性チーム）
■Salani Tribe（青、女性チーム）

### 25th season（Survivor: Philippines）
ロケ地：フィリピン・南カマリネス州カラモアン半島

特徴：8thシーズン以来の3チームでの開始。初参加者15名に、過去怪我や病気でリタイアした参加者3名が加わる。

合流後：■Dangrayne Tribe（黒）
参加者：

■Kalabaw Tribe（赤）
■Matsing Tribe（青）
■Tandang Tribe（黄）

### 26th season（Survivor: Caramoan - Fans vs Favorites）
ロケ地：フィリピン・南カマリネス州カラモアン半島（25シーズンと同じ）

特徴：16thシーズンと同じく過去に登場したsurvivorたち10人と熱狂的なFanたち10人の計20人で行われる。

合流後：■Enil Edam Tribe（緑）
参加者：

■Bikal Tribe（紫、Favorites＝過去シリーズの人気サバイバーたちのチーム）
■Gota Tribe（橙、Fans＝熱狂的ファンのチーム）

### 27th season（Survivor: Blood vs. Water）
ロケ地：フィリピン・カガヤン州・パラウイ島

特徴：
- 過去に参加したsurvivorと最愛の人10ペアの計20人で行われる。
- Redemption Islandが23シーズン以来の再登場。今シーズンはペア同士ならばRedemption Islandにいるsurvivorと交代が可能。
- 参加者全員の顔合わせ前にペアだけで過ごす0日目からスタート。2シーズン以来の39日超えのシーズンとなる。

合流後：■Kasama Tribe（紫）
参加者：

■Galang Tribe（橙、過去シリーズのサバイバーたちのチーム）

■Tadhana Tribe（赤、過去シリーズのサバイバーたちの最愛の人のチーム）

### 28th season（Survivor: Cagayan - Brawn vs. Brains vs. Beauty）
ロケ地：フィリピン・カガヤン州・パラウイ島（27シーズンと同じ）

特徴：参加者をBrawn（筋力）、Brains（知力）、Beauty（美貌）の特性で分けた3チーム18人で開始

合流後：■Solarrion Tribe（黒）
参加者：

■Aparri Tribe（橙、Brawnチーム）

■Luzon Tribe（緑、Brainsチーム）

■Solana Tribe（紫、Beautyチーム）

### 29th season（Survivor: San Juan del Sur - Blood vs. Water）
ロケ地：ニカラグア・リバス県　サンファン・デル・スル

特徴
27thシーズンと同じく最愛の人とのペアで参加した18人(9ペア)が、最愛の人と別チームに分かれて対決する(今シーズンでは全員新規参加者)。
撮影開始前に姉妹で参加予定のペア1組にドクターストップがかかり、補欠からの補充が間に合わなかったため、男性10人、女性8人と同じようなアクシデントが発生した14thシーズン以来の男女比が不均等のシーズンとなった.。
合流後：■Huyopa Tribe（緑）
参加者：

■Coyopa Tribe（橙）

■Hunahpu Tribe（青）

### 30th season（Survivor: Worlds Apart - White Collar vs. Blue Collar vs. No Collar）
ロケ地：ニカラグア・リバス県　サンファン・デル・スル（29thシーズンと同じ）

特徴
参加者をホワイトカラー、ブルーカラー、ノーカラーの社会階級で分けた3チーム18人で開始。
合流後：■Merica Tribe（黒）
参加者：

■Escameca Tribe（青、ブルーカラーチーム）

■Masaya Tribe（黄、ホワイトカラーチーム）

■Nagarote Tribe（赤、ノーカラーチーム）

### 31st season（Survivor: Cambodia - Second Chance）
ロケ地：カンボジア・ロン島

特徴
過去参加者の中から優勝者と再出場経験者を除いた32人が選抜され、オンライン投票によって選ばれた男性10人、女性10人の計20人が参加する。
チームが拡張されるシャッフルを初実施。残り18人の時に、2チームから6人ずつの3チームに再編成された。新チームのAngkorに配属されたメンバーは新しい生活地でシェルター作り等をゼロから始めなければいけなかった。
エクスパンションチーム：■Angkor Tribe（黄）

合流後：■Orkun Tribe（橙）
参加者：

■Bayon Tribe（マゼンタ）

■Ta Keo Tribe（緑）

### 32nd season（Survivor: Kaôh Rōng - Brains vs. Brawn vs. Beauty）
ロケ地：カンボジア・ロン島（31stシーズンと同じ）

特徴
28thシーズンと同じく参加者をBrawn（筋力）、Brains（知力）、Beauty（美貌）の特性で分けた3チーム18人で開始。
ドクターストップが3人も出るなど、アメリカ版サバイバーで最も過酷なシーズンとなった。
合流後：■Dara Tribe（黒）
参加者：

■Chan Loh Tribe（青、Brainsチーム）

■Gondol Tribe（黄、Beautyチーム）

■To Tang Tribe（赤、Brawnチーム）

### 33rd season（Survivor: Millennials vs. Gen X）
ロケ地：フィジー・ママヌザ諸島

特徴
参加者をミレニアル世代チームとX世代チームで分けた2チーム20人で開始。
エクスパンションチーム：■Ikabula Tribe（緑）

合流後：■Vinaka Tribe（黒）
参加者：

■Takali Tribe（紫、X世代チーム）

■Vanua Tribe（橙、ミレニアル世代チーム）

### 34th season（Survivor: Game Changers - Mamanuca Islands）
ロケ地：フィジー・ママヌザ諸島

特徴
過去参加者の中でシーズンの流れに大きな影響を与える動きをした「ゲームチェンジャー」とみなされた20人が参加する。
最終投票での質疑応答の手順が変更。陪審員が1人ずつ順番にファイナリストへ質問していく形式から、陪審員とファイナリストとのオープンディスカッション形式になった。
エクスパンションチーム：■Tavua Tribe（緑）

合流後：■Maku Maku Tribe（黄）
参加者：

■Mana Tribe（橙）

■Nuku Tribe（青）

### 35th season（Survivor: Heroes vs. Healers vs. Hustlers）
ロケ地：フィジー・ママヌザ諸島

特徴
参加者をヒーロー、ヒーラー、ハスラーの特性で分けた3チーム18人で開始。
残り4人の時に行われる追放審議会の手順が変更。4人による投票は行わず、最後の追放免除チャレンジの勝者と勝者が最終投票に連れていきたいと選んだメンバーがファイナリストの2枠に確定。最後の1枠を選ばれなかった2人による火起こし対決で争う。
合流後：■Solewa Tribe（紫）
参加者：

■Levu Tribe（青、Heroesチーム）

■Soko Tribe（黄、Healersチーム）

■Yawa Tribe（赤、Hustlersチーム）

### 36th season（Survivor: Ghost Island）
ロケ地：フィジー・ママヌザ諸島

特徴
2チーム20人で開始。物資調達チャレンジで負けたチームの1人が過酷な環境のGhost Islandへ送られる。ただし、Ghost Islandではゲームを有利にできるアイテムを入手できるチャンスがある。
エクスパンションチーム：■Yanuya Tribe（緑）

合流後：■Lavita Tribe（黒）
参加者：

■Malolo Tribe（橙）

■Naviti Tribe（紫）

### 37th season（Survivor: David vs. Goliath）
ロケ地：フィジー・ママヌザ諸島

特徴
参加者をダビデ(弱者)、ゴリアテ（強者）の特性で分けた2チーム20人で開始。
エクスパンションチーム：■Tiva Tribe（緑）

合流後：■Kalokalo Tribe（青）
参加者：

■David Tribe→Vuku Tribe（橙）

■Goliath Tribe→Jabeni Tribe（紫）

### 38th season（Survivor: Edge of Extinction）
ロケ地：フィジー・ママヌザ諸島

特徴
新規参加者14人に過去参加者4人を加えた、2チーム18名で開始。
追放されたメンバーはそのままゲームを終了して帰国するか、過酷な環境のEdge of Extinctionで他の追放者と一緒に生活を続けて敗者復活のチャンスを待つかを選択できる。
エクスパンションチーム：■Lesu Tribe（緑）

合流後：■Vata Tribe（赤）
参加者：

■Kama Tribe（黄）

■Manu Tribe（青）

### 39th season（Survivor: Island of the Idols）
ロケ地：フィジー・ママヌザ諸島

特徴
2チーム20人で開始。過去シーズンに出場したロブとサンドラが最強のサバイバーの座を争わないメンターとして参加する。
定期的に参加者の1人がロブとサンドラが生活しているIsland of the Idolsに送られ、2人からサバイバル知識や戦略についてアドバイスを受けられる。2人からアドバイスに関連したテストを受けるか選択を与えられ、テストに合格すればゲームを有利にできるアイテムを入手できるが、不合格になった場合はペナルティとして次の追放審議会での投票権を失う。
今シリーズからカナダ人も参加可能となった。
合流後：■Lumuwaku Tribe（青）

参加者：

■Lairo Tribe（橙）

■Vokai Tribe（紫）

事件
シーズン中、参加者の1人のダン・スピロからセクシャルハラスメントを受けていると、女性参加者から番組スタッフへ訴えがあり、番組スタッフはダン・スピロに対して警告を与えた。その後、ダン・スピロはオフカメラで起きた事件によりアメリカ版サバイバー初の失格処分を下された。CBSと番組のプロデューサーは事件への対応について謝罪し、個人の安全プロトコルを大幅に改善することを発表した。

### 40th season（Survivor: Winners at War）
ロケ地：フィジー・ママヌザ諸島

特徴
歴代の最強のサバイバーから選ばれた20人が2チームに分かれて参加する。今シーズンの優勝賞金は通常シリーズの倍の200万ドルとなった。
今シーズンでは参加者が食べ物、便利品、ゲームを有利にできるアイテムと交換できる通貨代わりのFire Tokenを導入。Edge of Extinctionが38thシーズン以来の再登場。
エクスパンションチーム：■Yara Tribe（緑）

合流後：■Koru Tribe（黒）
参加者：

■Dakal Tribe（赤）

■Sele Tribe（青）

### Survivor 41
ロケ地：フィジー・ママヌザ諸島

特徴
3チーム18人で開始。新型コロナウイルス感染症の影響により、今シーズンから競技日数が39日間から26日間に短縮され、最終投票の結果も1stシーズン以来の現地での発表となった。

合流後：■Viakana Tribe（赤）
参加者：

■Luvu Tribe（青）

■Ua Tribe（緑）

■Yase Tribe（黄）

### Survivor 42
ロケ地：フィジー・ママヌザ諸島

特徴
3チーム18人で開始。
合流後：■Kula Kula Tribe（紫）
参加者：

■Ika Tribe（青）

■Taku Tribe（橙）

■Vati Tribe（緑）

### Survivor 43
ロケ地：フィジー・ママヌザ諸島

特徴
3チーム18人で開始。
合流後：■Gaia Tribe（ターコイズ）
参加者：

■Baka Tribe（黄）

■Coco Tribe（青）

■Vesi Tribe（赤）

### Survivor 44
ロケ地：フィジー・ママヌザ諸島

特徴
3チーム18人で開始。
合流後：■Va Va Tribe（黒）
参加者：

■Ratu Tribe（橙）

■Soka Tribe（緑）

■Tika Tribe（紫）

### Survivor 45
ロケ地：フィジー・ママヌザ諸島

特徴
新規参加者17人と前シーズンでチャレンジ中の負傷により1日目でドクターストップとなったブルースを加えた3チーム18人で開始。
合流後：■Dakuwaqa Tribe（橙）
参加者：

■Belo Tribe（青）

■Lulu Tribe（黄）

■Reba Tribe（赤）